# Batalla de Mani-Mani
La batalla de Mani-Mani fue un intento de desembarco estadounidense en el oeste de La Habana que acabó en fracaso. Fue también uno de los últimos combates de la guerra hispano-estadounidense.

## Trasfondo
El 23 de julio de 1898, el teniente John Heard, tras haber engrosado sus fuerzas en la desembocadura del río Mani-Mani, comenzó a descargar suministros para las fuerzas independentistas cubanas que operaban en el noroeste, desconociendo que había sido descubierto por el ejército español y que este había desplegado un numeroso contingente de caballería en los alrededores.

## Batalla
Cogiendo a los estadounidenses por sorpresa, la caballería española avanzó hacia la playa abriendo fuego sobre las unidades desembarcadas. Heard ordenó a sus hombres que mantuvieran la posición y que devolvieran el fuego. Hostigados por fuego estadounidense, la caballería española se resguardó de éste en la selva. 
Aprovechando la situación, las tropas estadounidenses  se retiraron de la playa y evacuaron a sus heridos en el USS Wanderer. Cuando se estaban preparando para el reembarque, la caballería española abrió fuego contra ellos.